# Veselí nad Lužnicí
Veselí nad Lužnicíⓘ (niem. Wesseli an der Lainsitz) − miasto w Czechach, w kraju południowoczeskim, u ujścia Nežárki do Lužnice. Według danych z 31 grudnia 2007 powierzchnia miasta wynosiła 2 956 ha, a liczba jego mieszkańców 6 598 osób.

## Demografia
| Rok             | 1970  | 1980  | 1991  | 2001  | 2003  |
| --------------- | ----- | ----- | ----- | ----- | ----- |
| Liczba ludności | 4 847 | 6 237 | 6 450 | 6 641 | 6 534 |

Źródło: Czeski Urząd Statystyczny